# مسابقات جهانی ژیمناستیک هنری ۲۰۱۱
مسابقات جهانی ژیمناستیک هنری ۲۰۱۱ چهل و سومین دوره مسابقات جهانی ژیمناستیک هنری است که در توکیو، ژاپن از ۷ تا ۱۶ اکتبر ۲۰۱۱ میلادی برگزار شده است.